# Hubay Jenő műveinek listája
A lista Hubay Jenő műveit tartalmazza. A zeneszerző műveinek listáját Gombos László állította össze.

## Hegedűművek
Op.1. - Chant de Plevna, 1877-78
Op.1a. - Fantaisie hongroise
Op.3. - no.1. Suite sur Le Roi de Lahore, 1880 
no.2. Deux mélodies de J. Massenet: Crépuscule, Sérénade, 1879-81 körül
no.3. Carmen, Fantaisie brillante, 1876
Op.4. - Fantaisie tziganesque, 1879
Op.5. - Suite (1. Gavotte, 2. Idylle, 3. Intermezzo, 4. Finale), 1877-78,
Op.6. - 1. Plaintes arabes
2. Chant polonais, 1881
Op.7. - Puszta-Klänge/Echos de la Puszta, 1880
Op.9. - Scènes de la Csarda/Csárdajelenet no.1, 1879
Op.10. - Trois morceaux
1. Arioso,
2. Danse diabolique,
3. La fuite,
3a Valse caprice, 1:1876-77, 2-3: 1880
Op.13. – „Kis furulyám...”, Scènes de la Csarda no.2, 1880-81 körül
Op.14. - no.1. Elegie,
no.2. Larghetto,
no.3. Contemplation,  1881-83 körül
Op.15. - no.1. Un conte/Märchen, 1882 körül
no.2. Maggiolata/Chant de mai, 1882 körül
Op.18. – „Maros vize”, Csárdajelenet/Scenes de la Csarda no.3, 1882-83 körül
Op.22. - Sonate romantique, 1884
Op.25. - Romance, 1882-86 körül
Op.27. - 6 Poèmes hongrois, 1885
Op.30. - Blumenleben/Virágrege/La vie d'une fleur, sechs charakteristische Stücke.
1. Knospensprossen/Virágfakadás,
2. Knospe und Blume/Bimbó és virág,
3. Der Schmetterling/A lepke,
4. Liebeswonne/Mámor,
5. Zephir,
6. Verlassen und verwelkt/Elhagyatva, 1887/89
Op.32. – „Hejre Kati”, Csárdajelenet/Scenes de la Csarda no.4, 1882-86 körül
Op.33.  – „Hullámzó Balaton”, Csárdajelenet/Scenes de la Csarda no.5, 1887 körül
Op.34. – „Sárga cserebogár”, Csárdajelenet/Scenes de la Csarda no.6, 1887 körül
Op.37. - 1. Mailied/Fleur de mai,
2. Aus vergangener Zeit/Des temps jadis, 1889
Op.38. - 1. Vor ihrem Bild/Devant son image,
2. Unter ihrem Fenster/Sous sa fenetre, 1892
Op.39. - Nachtigallen-Gesang/Ramage des rossignols, 1892
Op.41. – „Kossuth-nóta”. Csárdajelenet/Scenes de la Csarda no.7, 1891 körül
Op.42. - Nocturne no.1, 1892
Op.44. - Impressions de la Puszta/Magyar alföldi képek.
1. La joie mêlée aux larmes/Sírva vigad a magyar,
2. Crépuscule/Alkonyat,
3. Les fileuses/A fonóban, 1893
Op.45. - Deux mazurkas, 1893
Op.46. - Trois morceaux caractéristiques.
1. Premier roman,
2. Pagenstreich,
3. Tendre aveu, 1893
Op.47. – „Atair”, roman musical en 5 chapitres, 1893
Op.48. - Trois morceaux.
1. Ballade,
2. Intermezzo,
3. Serenata, 1894
Op.49. - Mosaïque, 10 morceaux.
1. Souvenir,
2. Plainte,
3. Sous les Arbres,
4. Prière,
5. Barcarolle,
6. Vision,
7. A vous qui êtes la,
8. Soupir,
9. Rêverie,
10. Tourment, 1894
Op.51. - 5 morceaux caractéristiques.
1. Sicilienne,
2. Gavotte,
3. Bolero,
4. Echos des Alpes,
5. Scherzo diabolique,  1893
Op.52. - Trois morceaux.
1. Sonnet,
2. Menuett,
3. Valse-caprice, 1894
Op.54. - Deux mazurkas de concert, 1895
Op.55. - Fantaisie tziganesque no.1-2, 1894
Op.56. - Trois poèmes d’après François Coppée,  1895
Op.57. - Pusztai hangok/Eine Pusztenfahrt, 1895
Op.58. - Trois morceaux.
1. Chant élégiaque,
2. Tendres paroles,
3. Spanisch, 1895
Op.59. - 1. Danse Hongroise/Csárdás/Ungarischer Tanz,
2. Huszarenlied/Chanson de Hussards/Huszárdal, 1895 körül
3. Trois cadences pour le concert de violon de Beethoven, 1876
3a: 3 új kadencia...
Op.60. – „Azt mondják...”, Csárdajelenet/Scenes de la Csarda no.8, 1896
Op.62. - Fantaisie élégiaque, 1896
Op.63. - 6 études, 1896
Op.64. - 6 études, 1896
Op.65. – „Czinka Panna Nótája”, Csárdajelenet/Scenes de la Csarda no.9, 1896
Op.66. - Trois morceaux.
1. Moment musical,
2. Abschied/Adieu,
3. Schwalbenflug/Vol d’hirondelles, 1897
Op.67. - Magyar nóták/Melodies hongroises no.1, 1897
Op.69. – „Szalatnai emlék”, Csárdajelenet/Scenes de la Csarda no.10, 1897-98 körül
Op.70. - Cantilène, 1897-98 körül
Op.72. - Variations sur un theme hongrois, 1897
Op.73. - Notturno no.2, 1898
Op.74. - 1. Pensée triste,
2. Berceuse, 1898
Op.76. - 6 nouveaux poèmes hongrois, 1899
Op.79. - Dix pièces caractéristiques.
1. Barcarolle,
2. Valse,
3. Épanchement,
4. Serenade,
5. La Source,
6. Mélancolie,
7. Mazurka,
8. Prière,
9. Berceuse,
10. Le papillon,  1899
Op.80. - Scherzo en sol mineur, 1899
Op.81. - Arlequin, scherzo, 1899
Op.82. – „Szomorúfűz hervadt lombja”, Csárdajelenet/Scenes de la Csarda no.11, 1900
Op.83. – „Piczi tubiczám”, Csárdajelenet/Scenes de la Csarda no.12, 1898
Op.84. - Scènes d’enfants/Kinderszenen/Gyermekjelenetek, 1898
Op.86. – 1. Rayon de lune,
2. Danse des Elfes,
3. Capriccio de concert, 1899 körül
Op.87. - Deux morceaux
1. Rayon de soleil,
2. Troisième nocturne, 1899
Op.88. - Perpetuum mobile, 1899
Op.89. - Dix Etudes concertantes, 1900
Op.95. - Drei (Vier) Stücke
1. Brautzug,
2. Stella Maris,
3. Vorbei, 1904;
4. Waldesstimmung, 1907
Op.102. - Csárdajelenet/Scenes de la Csarda no.13, 1908
Op.104. - Ballade et Humoreske, 1910-11 körül
Op.105. - Walzer-paraphrase, 1911
Op.108. - Romanze und Gitarre, 1912 körül
Op.109. - Fliederbusch, 1915
Op.110. - Deux morceaux
1. Ronde de printemps,
2. Die Wespe, 1919
Op.111. – Adieu, 1920
Op.115. - Fünf Konzertetuden, 1923
Op.117. – Csárdajelenet/Scenes de la Csarda no.14, 1920 körül
Op.120. - Frühlings-Liebeslieder/Chanson d’amour printanier no.1-2, 1923
Op.121. - Sechs Stücke
1. Preghiera,
2. Seguidillas,
3. Sehnsucht,
4. Venezia,
5. Russisches Klagelied,
6. Carillon, 1925

## Zenekari művek

### Versenyművek
Op.20. - Morceau de concert, 1-2: 1884, 3: 1888
Op.21. - Concerto dramatique, 1884
Op.90. - 2eme Concerto, 1900 körül
Op.99. - 3eme Concerto, 1906-07
Op.101. - Concerto all’ antica, 1907

### Zenekari művek
Op.26. - I. szimfónia, 1885
Op.93. - II. szimfónia (Háborús-szimfónia), 1914
Op.114. - Ara pacis (Béke himnusz, kantáta Romain Rolland költeményére), 1916-1937 körül
Op.116. - Biedermeyer szvit, 1907-15 körül
Op.118. - Dante szimfónia, 1921
Op.119. - Petőfi szimfónia, 1922

## Színpadi zene

### Operák
Op.28. - Alienor - 1885
Op.40. - A cremonai hegedűs - 1888
Op.50. - A falu rossza - 1893 (Tóth Ede népszínmüve) alapján
Op.85. - Moharózsa - 1900-1903
Op.96. - Lavotta szerelme - 1904-1905
Op.106. - Az álarc - 1928-1931 Szövegkönyv
Op.107. - A milói Vénusz - 1934
Op.112. - Anna Karenina - 1924
Op.124. - Az önző óriás - 1935

## Dalok és kórusművek

### Dalok
Op.2. - 18 dal (Petőfi költeményeire), 1877-78
Op.8. - 5 dal (F. Werner, E. Geibel, E. Morike, J. v. Duringsfeld, C. Beck költeményeire), 1876 
1. Der Mond und die Lilie,
2. Du bist so still,
3. Das verlassene Mägdlein,
4. Dein blaues Auge,
5. Märchen.
Op.12. - 3 dal (V. Hugo költeményeire), 1882 
1. J’eus toujours de l’amour,
2. Comment disaient-ils,
3. Oh! Quand je dors.
Op.17. - 5 dal (L. Pate, Sully-Prudhomme költeményeire), 1882 
1. Ne le crois pas!
2. Ressemblance,
3. Ici-bas,
4. Au bord de l’eau,
5. Si j’étais Dieu.
Op.19. - 2 magyar dal (Petőfi és Zichy G. költeményeire) 
1. Szeretném itthagyni, 1878
2. Ha meghalok visszajárok, 1886
Op.23. - 4 dal (H. Văcărescu költeményeire), 1885
1. Ce que je cherche en toi,
2. De Profil,
3. Chante quelque vieille ballade,
4. Ah! viens.
Op.29. - Carmen Sylva 5 költeménye, 1888
1. Nebel,
2. Ein Sonnenblick,
3. Geächtet,
4. Am Abend,
5. Ewige Liebe,
(6. Ich lernte vom Steuermann,)
7. Mir wars, die Welt sein mein.
Op.31. - 5 Petőfi dal, 1889
1. Ade, mein Täubchen,
2. Niemand hat der Blume,
3. Glatt ist der Schnee,
4. Zigeunerlied,
5. Ich stand an ihrem Grabe,
Op.35. - 2 magyar dal, 1891
1. Hagyj álmodni szerelemről,
2. Meg szeretnék halni.
Op.36. - Lieder einer Rose (Cebrián Róza költeménye), 1891
1. Leise fällt der Schnee,
2. Liebesgluck,
3. Lass mich in dein Auge blicken,
4. Mocht's jubeln in die Welt,
Op.43. - Talpra magyar (Petőfi), 1890
Op.53. - 5 dal (E. Im Hof, W. Vollhardt, G. Ebers, W. Henzen, E. Müller költeményeire), 1894
1. Bekenntnis,
2. Die Liebe,
3. Zu einer Rose,
4. Der Nachtwandler,
5. Ständchen,
Op.61. - Hét dal (E. Weber, T. Resa, A. Silberstein költeményeire), 1896 
1. Wenn nicht die Liebe wär!
2. Er ritt hinaus
3. Hier unter diesem Tannenbaum
4. Das Mägdlein und der Dornbusch
5. Ein Namenszug
6. Lenztraum
7. Herzensbitten
Op.68. - Dalok Kury Klárikának(Szabolcska M. költeményére), 1899 
1. Szomorúság a szívem szerelme,
2. Kisgyerek koromban-
Op.71. - 3 dal (F. Coppée, V. Hugo költeményeire), 1898
1. Romance,
2. Pitie des choses,
3. Enfant, si j’étais roi.
4. Aubarde,
5. Blessure rovente,
6. Chanson magyare.
Op.75. - 2 magyar dal, 1894 
1. Kedvesem,
2. Ó mért oly későn.
Op.77. - 3 magyar dal (Szabolcska M. költeményeire), 1897
1. Minek turbékoltok,
2. Addig, addig,
3. Föltártad előttem szívedet.
Op.78. - 3 magyar dal (Szabolcska M. költeményeire), 1898 
1. Eldobtad a szívem' magadtól,
2. Nefelejts,
3. Elmondanám én ezerszer.
Op.91. - Judit Simon, melodráma, 1884 körül
Op.92. - Ugye Jani, 1904 körül
Op.98. - Rákóczi himnusz 1904-06 körül
Op.100. - 7 dal, 1906 körül 
1. Tudom,
2. Szőke leány,
3. Szeresd, ne bántsd a gyermeket,
4. Hó takarja a hegyeket,
5. Mi atyánk,
6. Bálban,
7. Zwei Särge.
Op.103. - 2 Petőfi dal, 1910
1. Szeptember végén,
2. Ha az Isten.
Op.113. - Végvári-dalok, 1920
1. Eredj ha tudsz!
2. Október 6.
3. Könnyek 
4. Hallgasd, mi ez.
Op.122-123. - 6 új dal, 1920-22 körül
1. Gebet,
2. Je voudrais te donner...,
3. Holdsütésben...,
4. Adieu!,
5. Édes szívem...,
6. Pitypalatty dal.
Op.126. - 1. Megtérés
2. Csak érted, 1935 körül

### Kórusművek
Op.11. - 2 férfikórus, 1879 körül
1. Búcsú,
2. Isten segíts.
Op.16. - 4 férfikórus, 1882 körül
1. A magyarok Istene,
2. Ébresztő,
3. Sóhajtás,
4. A hajós imája
Op.24. - 4 férfikórus, 1885 körül
1. Szabadság, dicsőség!
2. Zengjen a dal,
3. Nem nézek én,
4. Kis harmat gyöngy.
Op.43. - Talpra magyar, 1890
Op.94. - Vegyeskar, 1905
1. Legenda,
2. Alvó tábor,
3. Mi dobog, mi zokog?
4. Odafenn csillagos,
5. Stella maris.
Op.97. - Három kuruc-nóta férfikarra, 1903
1. Alvó tábor,
2. Dunántúl,
3. Rajta kuruc.
Op.98. - Rákóczi himnu férfikarra, 1904-1906 körül

## Átiratok
Johann Sebastian Bach: Chaconne (zenekarra)
Johann Sebastian Bach: Air (hegedűre és zongorára)
Johannes Brahms: Magyar táncok I-II (hegedűre és zongorára)
Johannes Brahms: Sapphische Ode (hegedűre és zongorára)
Edvard Grieg: Solvejgs Song (hegedűre és zongorára)
Georg Friedrich Händel: Larghetto ( (hegedűre és zongorára/zenekarra)
Liszt Ferenc: Magyar rapszódia (hegedűre és zongorára/zenekarra)
Liszt Ferenc: Valse impromptu (hegedűre és zongorára)
Liszt Ferenc: Premiere valse oubliée (hegedűre és zongorára)
Jules Massenet: Hérodiade, prélude (hegedűre és zongorára)
Niccolò Paganini: Moto perpetuo, op.11 (hegedűre és zongorára)
Niccolo Paganini: XIIIeme Caprice (hegedűre és zongorára)
Sergey Rachmaninov: Elegie (hegedűre és zongorára)
Sergeu Rachmaninov: Polinchinelle op.3 no.4 (hegedűre és zongorára)
Richard Strauss: Morgen (hegedűre és zongorára)
Richard Strauss: Traum durch die Dämmerung (hegedűre és zongorára) 
Giuseppe Tartini: Teufelstriller Sonate (hegedűre és zongorára/zenekarra)
Henri Vieuxtemps: Cantilena op.48 no.24 (hegedűre és zongorára)
Henri Vieuxtemps: Lamento op.48 no.15 (hegedűre és zongorára)
Henryk Wieniawski: Wieniawsky: Capriccio-Valse (hegedűre és zongorára/zenekarra)
Zichy Géza: Liebestraum (hegedűre és zongorára)